# Kurdistan 24
Kurdistan 24 (K24) är en kurdisk är en kurdisk nyhetskanal med huvudkontor i Erbil i irakiska Kurdistan i Irak,  och med ett utlandskontor i Washington, DC. Tjänsten lanserades den 31 oktober 2015. Nyhetskanalens grundare och tidigare VD för Kurdistan 24 är Noreldin Waisy.

## Tv
Kurdistan 24 lanserade sitt tv-nätverk den 31 oktober 2015, med målet att sända nyheter dygnet runt från Kurdistan och resten av världen för att, enligt dem själva, “förvandla medielandskapet i Kurdistan”. Tv-nätverket övervakar händelser i hela det kurdiska området, och erbjuder analyser kring viktiga frågor i regionen.
Förutom politiska nyheter sänder Kurdistan 24 även inslag om kultur från alla fyra delar av Kurdistan, samt uppdateringar om sportvärlden.

## Webbplats
Kurdistan 24 publicerar även nyheter online på kurdiska (sorani och kurmanji), engelska, arabiska, turkiska och persiska. Deras webbplats rapporterar om nyheter från Kurdistan, Mellanöstern och resten av världen. Utöver detta rapporterar de om kultur, sport och ekonomi.
Webbplatsen erbjuder även egna intervjuer samt utskrifter av intervjuer som tidigare sänts på tv. Nätverket publicerar också regelbundna analyser och opinionsartiklar om aktuella frågor i Kurdistan och Mellanöstern.

## Radio
Kurdistan 24 har också radioutsändningar på kurdiska, som är tillgängliga både i Kurdistan och för en internationell publik.

## Kontroverser
Turkiet tog bort tre tv-kanaler med bas i irakiska Kurdistan, däribland den kurdiska nyhetskanalen Kurdistan 24, från sin TurkSat-satellit, med hänvisning till påstådda överträdelser i sändningarna i samband med Kurdistanregionens folkomröstning om självständighet.
Iraks media- och kommunikationskommission utfärdade ett dekret som beordrade att Kurdistan 24:s tv-sändningar skulle stängas ner, att deras personal skulle förbjudas att arbeta och att all deras utrustning skulle beslagtas i hela Irak. I dekretet påstods det att orsaken var att Kurdistan 24 saknade licens, samt att deras program skulle ha “uppviglat till våld och hat, och hotat social fred och säkerhet.” Dock är Kurdistan 24 licensierad av kulturministeriet i Kurdistans regionala regering, som enligt Iraks konstitution har rätt att sköta sina egna angelägenheter.

## Kritik
Kurdistan 24 beskrivs ofta som nära knuten till Kurdistans demokratiska parti, (KDP), särskilt till den nuvarande premiärministern i Kurdistansregionen, Masrour Barzani.